# La Pernía
La Pernía es una comarca histórica y municipio de la provincia de Palencia, en la comunidad autónoma de Castilla y León, España. Está a una distancia de 130 km de Palencia, la capital provincial. Su capital es la localidad de San Salvador de Cantamuda.

## Geografía
Es el municipio situado más al norte de la provincia, a 130 km de Palencia. En la parte más septentrional del mismo nace el río Bullón. Este municipio está localizado en un área en suave ladera, pero rodeado de fuertes pendientes: las crestas de Peña Labra y la sierra de Híjar al este, y Peña Chiquera y Cueto Moncó al oeste. Se accede al núcleo a través de la CL-627, dirección hacia Potes. Esta vía pasa tangencialmente al pueblo de San Salvador de Cantamuda en el kilómetro 134.
El municipio actual fue formado en 1976 al unirse los antiguos municipios de Lores, Redondo-Areños y San Salvador de Cantamuda. Su término municipal comprende las pedanías de:
- Areños, antiguo municipio constitucional.[2]
- Camasobres, antiguo municipio constitucional[3]
- El Campo, antiguo municipio constitucional[4] posteriormente integrado en San Salvador de Cantamuda.
- Casavegas, antiguo municipio constitucional,[5] en la sierra de Albas y cerca de los puertos de Pineda, en la divisoria con La Liébana
- Lebanza, donde se sitúa la Abadía de Lebanza
- Lores, es un bonito pueblo de montería, antiguo municipio constitucional.
- Los Llazos, casi abandonado, antiguo municipio constitucional[6]
- Piedrasluengas, el pueblo más alto del norte de Palencia. Antiguo municipio constitucional,[7] entonces conocido como Piedras Luengas (Palencia).
- San Juan de Redondo
- San Salvador de Cantamuda, capital municipal.
- Santa María de Redondo
- Tremaya, constituía parte del antiguo municipio de Los Llazos.

Se tiene constancia histórica de la existencia de otro lugar denominado San Martín de Redondo.

### Clima
La Pernía tiene un clima oceánico Cfb (templado sin estación seca con verano templado) según la clasificación climática de Köppen.
| Parámetros climáticos promedio de La Pernía (El Campo) en el periodo 1967-2003 | Parámetros climáticos promedio de La Pernía (El Campo) en el periodo 1967-2003 | Parámetros climáticos promedio de La Pernía (El Campo) en el periodo 1967-2003 | Parámetros climáticos promedio de La Pernía (El Campo) en el periodo 1967-2003 | Parámetros climáticos promedio de La Pernía (El Campo) en el periodo 1967-2003 | Parámetros climáticos promedio de La Pernía (El Campo) en el periodo 1967-2003 | Parámetros climáticos promedio de La Pernía (El Campo) en el periodo 1967-2003 | Parámetros climáticos promedio de La Pernía (El Campo) en el periodo 1967-2003 | Parámetros climáticos promedio de La Pernía (El Campo) en el periodo 1967-2003 | Parámetros climáticos promedio de La Pernía (El Campo) en el periodo 1967-2003 | Parámetros climáticos promedio de La Pernía (El Campo) en el periodo 1967-2003 | Parámetros climáticos promedio de La Pernía (El Campo) en el periodo 1967-2003 | Parámetros climáticos promedio de La Pernía (El Campo) en el periodo 1967-2003 | Parámetros climáticos promedio de La Pernía (El Campo) en el periodo 1967-2003 |
| Mes | Ene.                                                                           | Feb.                                                                           | Mar.                                                                           | Abr.                                                                           | May.                                                                           | Jun.                                                                           | Jul.                                                                           | Ago.                                                                           | Sep.                                                                           | Oct.                                                                           | Nov.                                                                           | Dic.                                                                           | Anual                                                                          |
| --- | ------------------------------------------------------------------------------ | ------------------------------------------------------------------------------ | ------------------------------------------------------------------------------ | ------------------------------------------------------------------------------ | ------------------------------------------------------------------------------ | ------------------------------------------------------------------------------ | ------------------------------------------------------------------------------ | ------------------------------------------------------------------------------ | ------------------------------------------------------------------------------ | ------------------------------------------------------------------------------ | ------------------------------------------------------------------------------ | ------------------------------------------------------------------------------ | ------------------------------------------------------------------------------ |
| Temp. media (°C) | 2.1                                                                            | 3.1                                                                            | 4.7                                                                            | 6.0                                                                            | 9.4                                                                            | 12.9                                                                           | 15.8                                                                           | 15.7                                                                           | 13.3                                                                           | 9.2                                                                            | 5.6                                                                            | 3.2                                                                            | 8.4                                                                            |
| Precipitación total (mm) | 101.8                                                                          | 83.6                                                                           | 66.0                                                                           | 101.4                                                                          | 102.4                                                                          | 59.1                                                                           | 38.0                                                                           | 39.6                                                                           | 51.6                                                                           | 101.9                                                                          | 114.6                                                                          | 110.9                                                                          | 970.8                                                                          |
| Fuente: Ministerio de Agricultura, Alimentación y Medio Ambiente. Datos de precipitación para el periodo 1967-2003 y de temperatura para el periodo 1967-2003 en La Pernía (El Campo) 4 de octubre de 2012 |                                                                                |                                                                                |                                                                                |                                                                                |                                                                                |                                                                                |                                                                                |                                                                                |                                                                                |                                                                                |                                                                                |                                                                                |                                                                                |

## Historia

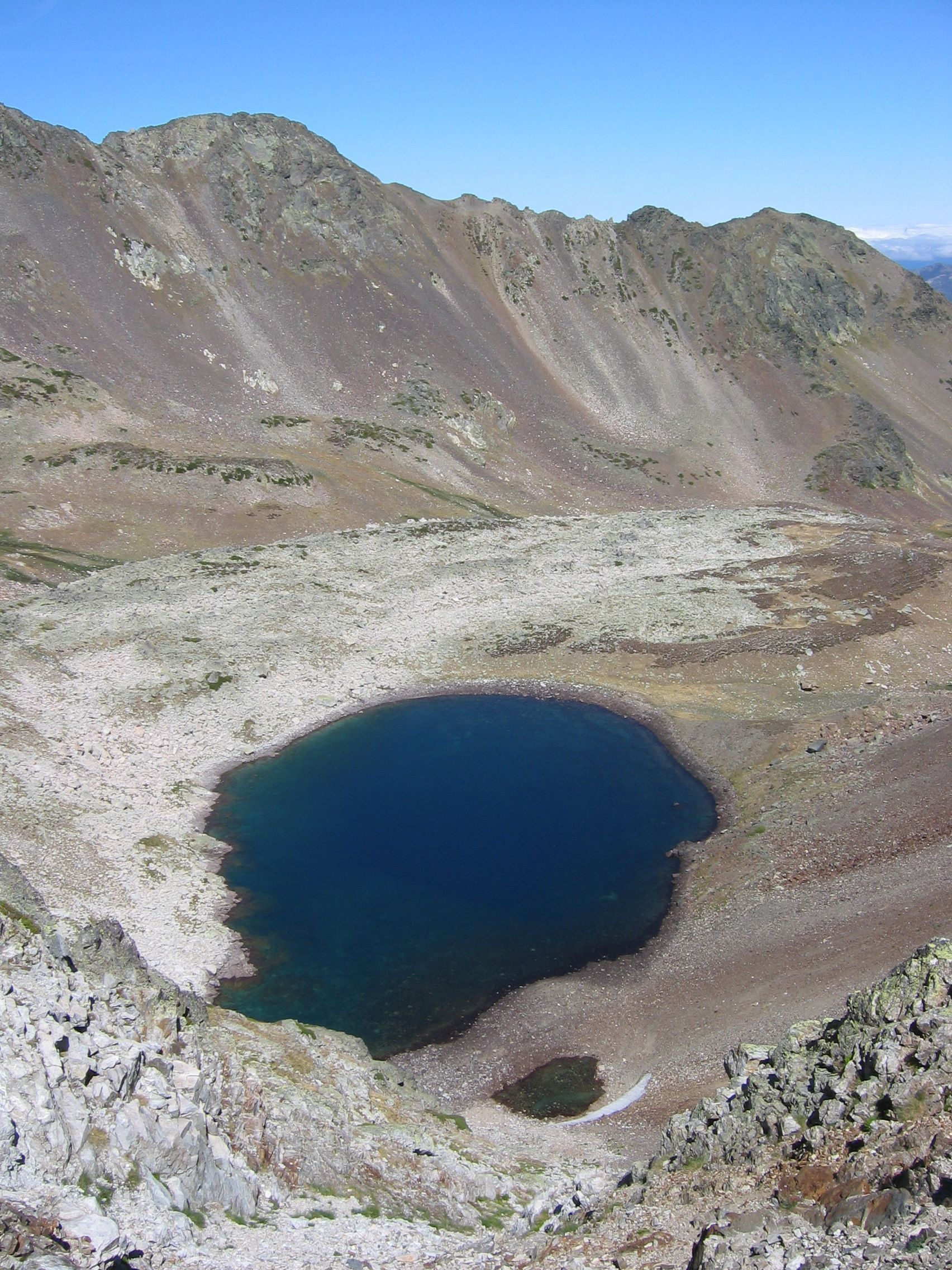
Laguna de Fuentes Carrionas

La Pernía se ha identificado como uno de los condados y merindades más destacados y antiguos del Cantábrico.
La denominación Pernía o La Pernía hacía referencia en un comienzo a la mayor parte de la comarca que actualmente se denomina Montaña Palentina (Alto Pisuerga y Alto Carrión). Con el paso del tiempo el nombre se ha restringido a las localidades de los valles al norte de la localidad de Cervera de Pisuerga, y específicamente a los que constituyen el actual ayuntamiento.
El Condado de Pernía fue erigido por el rey Alfonso VIII de Castilla, quien le puso bajo el protectorado de los obispos de Palencia en el siglo XII, título que mantuvieron hasta el siglo XVIII cuando fue reclamado y conseguido en 1739 por Don Luis de Pernía.
No hay fijeza ni determinación alguna en lo que se refiere al Condado de Pernía. Su origen exacto se desconoce, sus derechos no se ven definidos, sus límites son imposibles de fijar y en cuanto a su extensión y comprensión existen oscilaciones y diferencias, en el orden histórico, con referencia a los pueblos a que alcanzó el señorío territorial y jurisdiccional de los prelados palentinos.

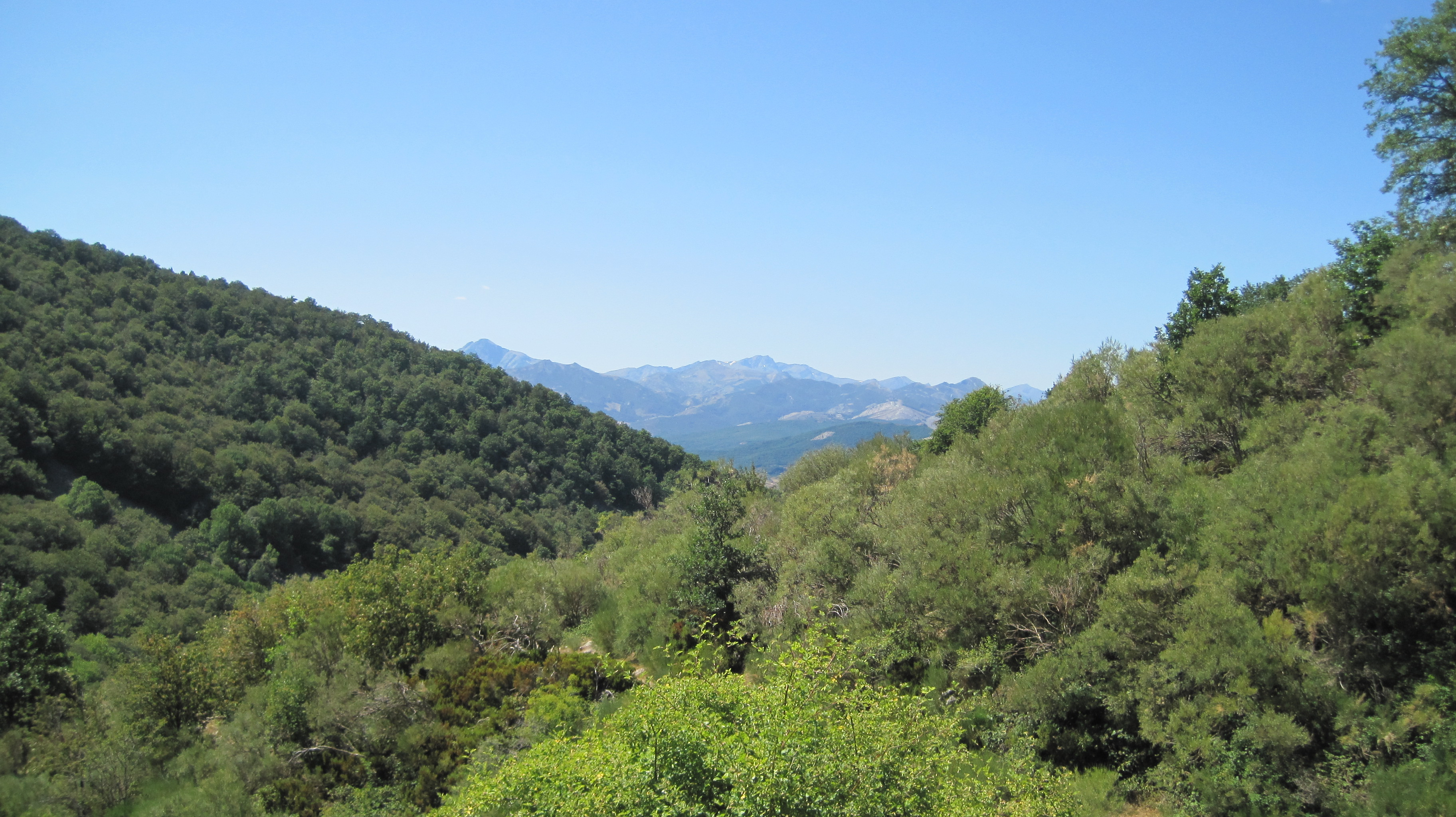
Valle de Redondo

El Valle de Redondo, gozaba de la peculiaridad de estar constituido por dos localidades: San Juan de Redondo y Santa María de Redondo, además de San Martín de Redondo, despoblado y desaparecido al finalizar la Edad Media. Desde que existe constancia histórica, dichas localidades han configurado siempre una única entidad territorial y administrativa. 
El Valle de Redondo se ha regido colegialmente por el 'Concejo de Valle', donde los vecinos, independientemente de la localidad de residencia, lo han constituido y han participado en él en régimen de igualdad. Siendo significativo que, hasta inicios del siglo pasado, el Concejo de Valle se reunía en la «casa concejil» situada en el pago denominado «Los Trabaillos»; más concretamente, junto a la vía que une las dos localidades y en un punto equidistante de las mismas.
Areños, Casavegas, Piedrasluengas, San Juan de Redondo y Santa María de Redondo se integraron, junto al antiguo municipio de Redondo en el antiguo municipio de Redondo-Areños.

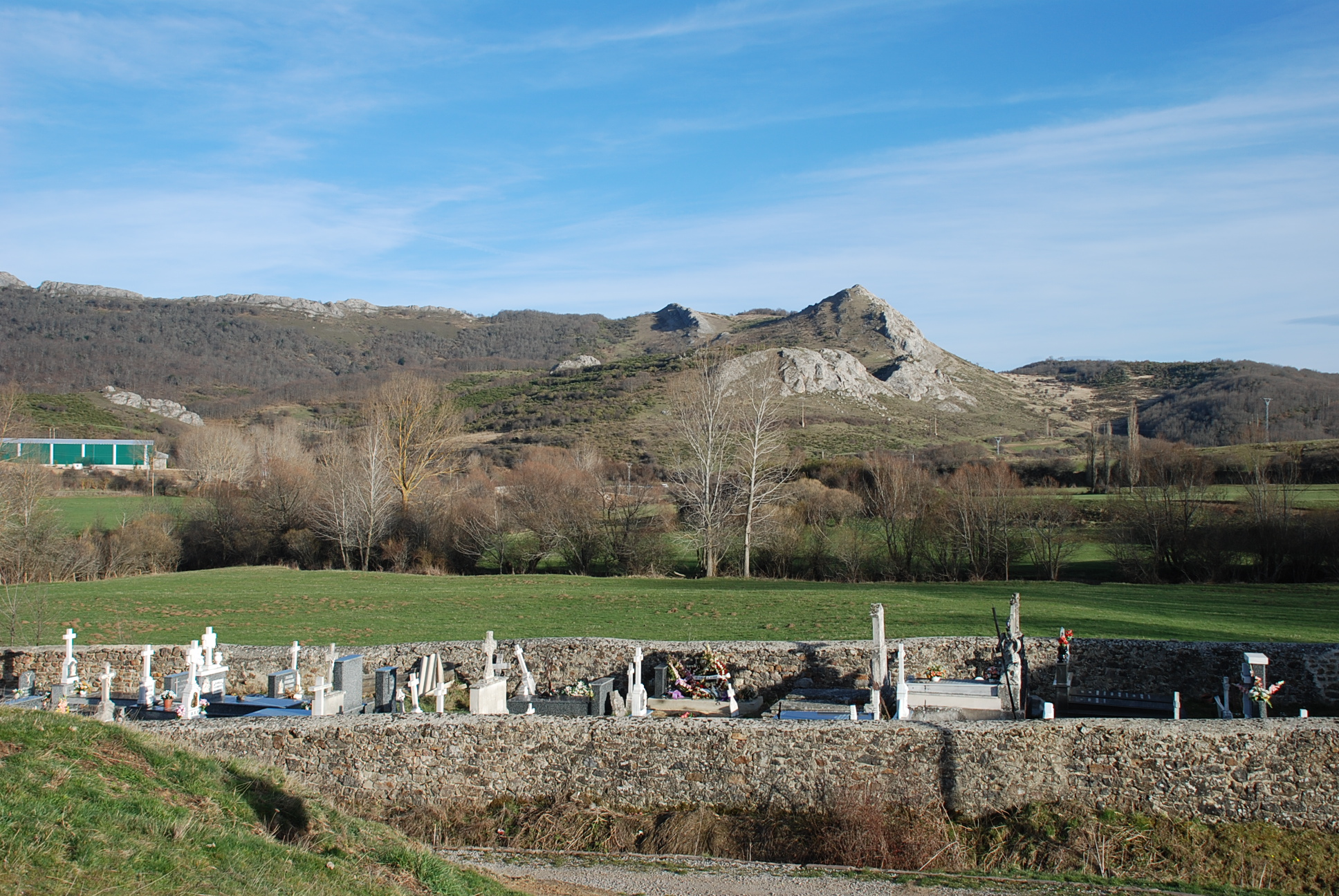
Cementerio de San Salvador

El municipio de La Pernía se constituyó por la unión de los antiguos municipios de San Salvador de Cantamuda, Lores y Redondo-Areños.
Areños ya es citado en el siglo XII por Alfonso VIII de Castilla.
Camasobres, citado en el siglo XII como “Camasores”, cuenta en su cueva de los Burros con pinturas rupestres, por lo que se comprueba que hubo población en tiempos prehistóricos.
Casavegas Citado en el siglo XIV como “la Casa de Vegas” frontera con Cantabria.
La abadía de Lebanza fue fundada por los Condes lebaniegos Alfonso y Justo en el año 932 llamándose entonces “Nebantina”, parece ser que existió en su solar una abadía mozárabe del siglo X, reedificada en el siglo XII por el obispo Raimundo I conde de Pernía. Poseyó coto redondo de muchas villas y lugares y además tuvo este monasterio muchas donaciones y privilegios de varios reyes como Sancho IV, Alfonso XI, Pedro I, Enrique II, Juan I y Juan II, o sea desde 1284 a 1454.
San Juan de Redondo, con origen en tiempos de la repoblación fue un territorio acotado por el rey o algún conde.
Santa María de Redondo, acaso originado por el desaparecido monasterio de Santa María de Viarce, fundado en el siglo XIII, que pasó a ser convento franciscano y abandonado tras la desamortización de Mendizábal.
Tremaya, nombrado como de "cercano a la Peña", en el siglo XII se le denominaba como “Castillo de Tremaya”.
San Salvador de Cantamuda, capital del municipio, tenía 1892 habitantes en 1900, 589 en 1930, 669 en 1960 y tan solo 418 en 2006.

## Geografía humana

### Demografía
Cuenta con una población de 313 habitantes (INE 2024).
| Gráfica de evolución demográfica de La Pernía entre 1981 y 2021 |
| |
| Población de derecho según los censos de población del INE Población de hecho según los censos de población del INEEntre el censo de 1981 y el anterior, aparece este municipio porque se fusionan los municipios 34097 (Lores), 34145 (Redondo Areños) y 34166 (San Salvador de Cantamuda) |

### Economía
- En el pasado el municipio fue un importante núcleo de la cuenca minera palentina, cerrando en 2004 su última explotación.
- Agricultura, ganadería y hostelería. Embotelladora de agua mineral Fuentes de Lebanza.

## Patrimonio
- Iglesia de San Miguel Arcángel en Areños, es un edificio románico de mampostería. Posee una nave cubierta con cielo raso y presbiterio con bóveda de crucería. Arco triunfal apuntado. Portada con arco apuntado en el lado de la Epístola y espadaña a los pies. Dos retablos barrocos, en el Lado del Evangelio, Retablo del siglo XVII con escultura de la Virgen con el Niño del siglo XVI. y una buena escultura de la Virgen y el niño del siglo XVI. En el lado del Presbiterio, retablo mayor rococó con esculturas de San Sebastián del siglo XVI, Santa Eulalia del siglo XVII y Cristo del siglo XVI. En el lado de la Epístola, escultura de San Antón del siglo XVIII.

- Dos casas con escudo en Camasobres, una de ellas frente a la cabecera de la iglesia, una de ellas es una casona hidalga de buena cantería, hoy dedicada a la Hostelería.

- Iglesia de San Pantaleón en Camasobres. De mampostería y origen románico, sólo conserva la espadaña y la pila bautismal de esa época. Tiene una nave cubierta con armadura de madera a dos aguas y capilla mayor con bóveda de crucería con terceletes. Arco triunfal apuntado. En el lado del Evangelio se abre una capilla cubierta con bóveda de crucería. Espadaña de piedra a los pies. Pórtico de madera cobijando puerta de arco apuntado en el lado de la Epístola. En el exterior de la cabecera, ventana barroca con marco quebrado e inscripción. Cuenta con dos buenos retablos barrocos, en el lado del Evangelio, retablo de mediados del siglo XVII, con escultura de la Virgen con el Niño del siglo XVI. En el presbiterio, Cristo del siglo XVI y Retablo mayor proveniente de Villanueva de Vañes, enterrado por su pantano, de estilo barroco, con escultura de San Pantaleón del siglo XVIII. Y en el lado de la Epístola, escultura de la Virgen con el Niño, gótica, del siglo XIV. Pila bautismal barroca del siglo XVIII.

- Cueva de los Burros con pinturas rupestres, en Camasobres.

- Iglesia de San Pedro en El Campo, de cantería y mampostería. Tiene una nave con dos tramos cubierta con cielo raso, arco triunfal apuntado y presbiterio cubierto con bóveda de crucería estrellada. Espadaña de piedra a los pies. En el lado de la Epístola se abre una portada gótica o románica de transición, con arquivoltas de medio punto inscritas en un arco conopial del siglo XV. En el presbiterio, retablo mayor neoclásico con tabernáculo barroco; en su ático, busto de Ecce Homo del siglo XVII asignable a Rozas. En la sacristía, crucifijo del primer tercio del siglo XVII, Virgen con el Niño del siglo XVI, cruz de plata del siglo XVI y cáliz con punzón de Méjico (0,25 x 0,50) de la segunda mitad del siglo XVII. El cáliz y su cruz fueron expuestas en las Edades del Hombre de Palencia.

- Iglesia de la Asunción, en Casavegas, rehecha en época moderna. Tiene una nave cubierta con cielo raso, arco triunfal de medio punto y capilla mayor con bóveda de crucería. Espadaña de piedra a los pies. Portada con arco rebajado en el lado de la Epístola. Precedida de pórtico de piedra. Capilla en el lado del Evangelio. Altar de piedra del siglo XVII con busto de la Piedad, de piedra, popular. En su presbiterio, retablo mayor neoclásico con escultura de la Virgen en el Niño, repintada, del siglo XIV.

- Arquitectura tradicional en Lebanza.

- Su iglesia de San Sebastián, en Lebanza, del siglo XVI. Tiene una nave con tres tramos cubiertos con cielo raso y crucería estrellada en la capilla mayor. Coro alto a los pies. Espadaña de piedra en la cabecera. Portada con arco de medio punto, cobijada por pórtico de piedra en el lado de la Epístola. En el lado del Evangelio se abre una capilla cubierta con bóveda de crucería estrellada. En el lado del Evangelio, Retablo del siglo XVIII con esculturas de San Francisco de Paula y San Antonio del siglo XVIII, y Virgen con el Niño, gótica, del primer cuarto del siglo XIV. En el presbiterio, Retablo mayor neoclásico con escultura de San Sebastián, repintada, del siglo XIV. En el lado de la Epístola, capilla con armario-relicario del siglo XVII con pinturas de San Pedro y San Pablo en las puertas; en su interior, cuatro relicarios de hacia 1590. Escultura de la Inmaculada del siglo XVI, San Roque del siglo XVII y Santo Obispo, popular. Posee, en la sacristía, un Niño Jesús del siglo XVII.

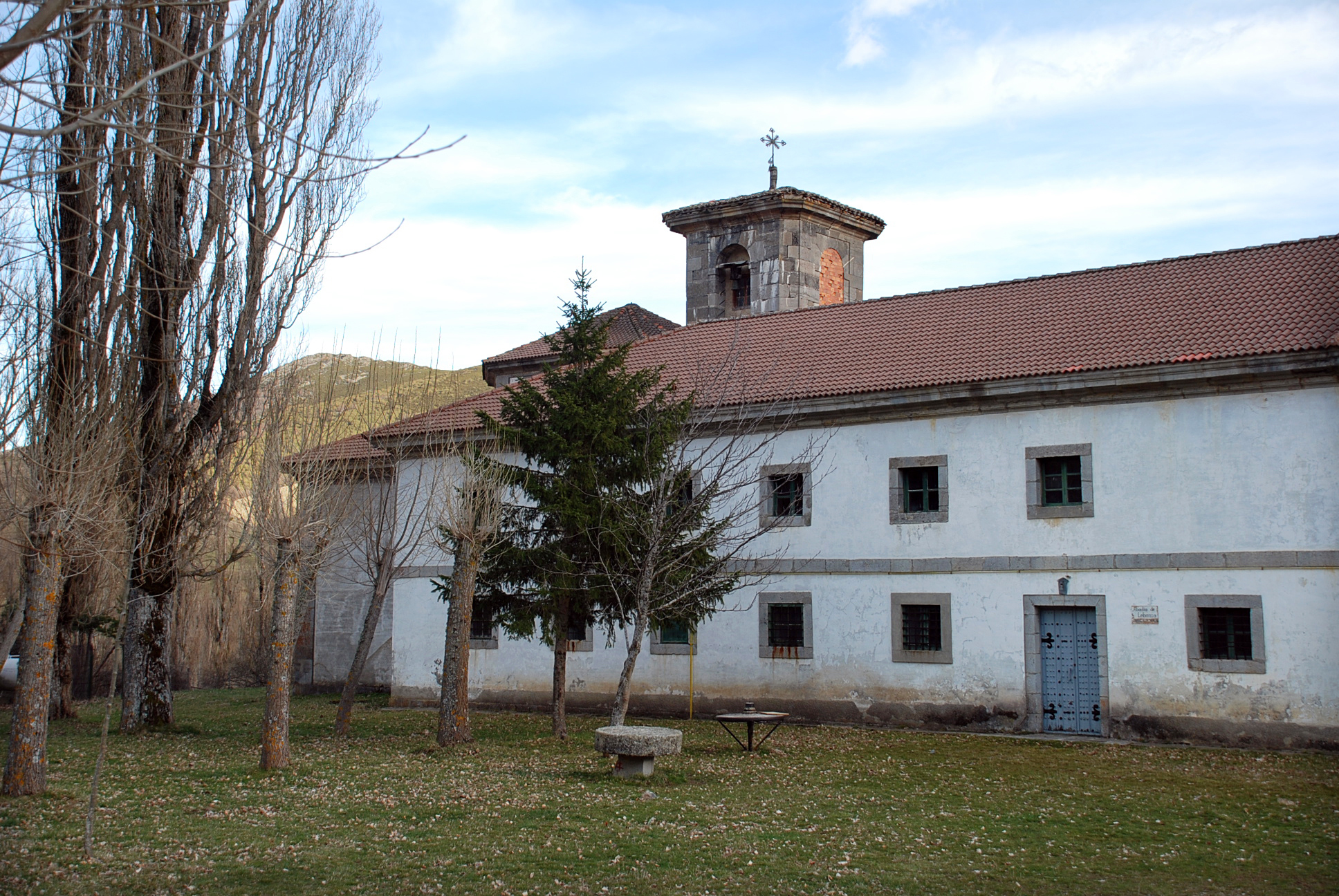
Abadía de Lebanza

- Abadía de Lebanza. Se conservan las antiguas dependencias. Su iglesia tiene planta central, neoclásica, en forma de cruz griega, cubierta con cúpula central rebajada y con ventanas ovaladas. La cabecera se cubre con cúpula baída. Tribuna a los pies, en alto. En el presbiterio se leen dos inscripciones que dicen: «A eterna memoria de Carlos III Rey y patrono de esta iglesia que por su amor y especial devoción a la Virgen Ntra. Sra. de Alabanza aquí aparecida colocada después en su ermita extendida a hospital erigida a monasterio reparado y reedificado por el Rey… y la construyó y edificó nuevamente en el año 1780.» En el presbiterio, Retablo mayor barroco del siglo XVIII con escultura de la Inmaculada del siglo XVI. En el lado de la Epístola, retablo mayor barroco del siglo XVIII con escultura de San José con el niño del mismo momento. En la sacristía, Cáliz de plata sobredorada del siglo XVI.

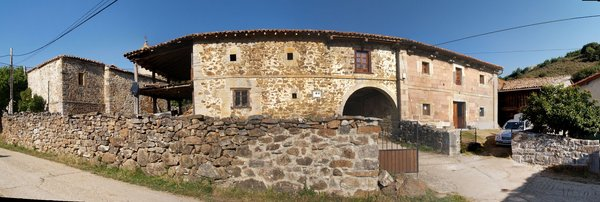
Fachada de la casa del arco, ubicada en Lores.

- Varios edificios con blasones y escudos esculpidos y una ermita rústica dedicada a San Roque en Lores.

- Iglesia de San Lorenzo en Lores, del siglo XVI. Tiene una nave dividida en cuatro tramos con bóveda de cañón y bóveda estrellada en la capilla mayor. Espadaña de piedra a los pies. Portada de medio punto en el lado de la Epístola. Sacristía cubierta con bóveda de crucería. En el Presbiterio, escultura de la Virgen con el Niño de la segunda mitad del siglo XVI y Niño Jesús del siglo XVII. Retablo mayor del primer tercio del siglo XVII con esculturas de San Lorenzo del siglo XVIII, Crucifijo de mediados del siglo XVI y dos lienzos con el Prendimiento y el Martirio de San Lorenzo; tabernáculo aprovechado del siglo XVI con esculturas de Santos y Apóstoles, muy repintados. En el lado de la Epístola, retablo rococó con esculturas de San Antonio de Padua del siglo XVIII.

- Iglesia de San Martín de Tours en Los Llazos. De mampostería. Tiene dos naves con dos tramos cubiertos con bóveda de crucería estrellada. Coro alto a los pies y bautisterio en el sotocoro. Puerta adintelada en el lado de la Epístola fechada en 1632. Espadaña a los pies. En el lado del Evangelio, sepulcro con yacentes de fines del siglo XVI de Sebastián de la Fuente (1618). Retablo del siglo XVI con esculturas de la Virgen con el Niño y San Sebastián del siglo XVI y Santo Obispo del siglo XVIII. En el presbiterio, retablo mayor de mediados del siglo XVI con relieves en el banco de los Evangelistas. San Agustín y San Gregorio; tabernáculo con relieves de la Resurrección, San Pedro y San Pablo; en el cuerpo principal. Apóstol repintado del siglo XVI e Inmaculada del siglo XVIII; en el ático, escultura de San Martín del siglo XVI y pinturas sobre tabla de dos escenas de la vida de San Martín.

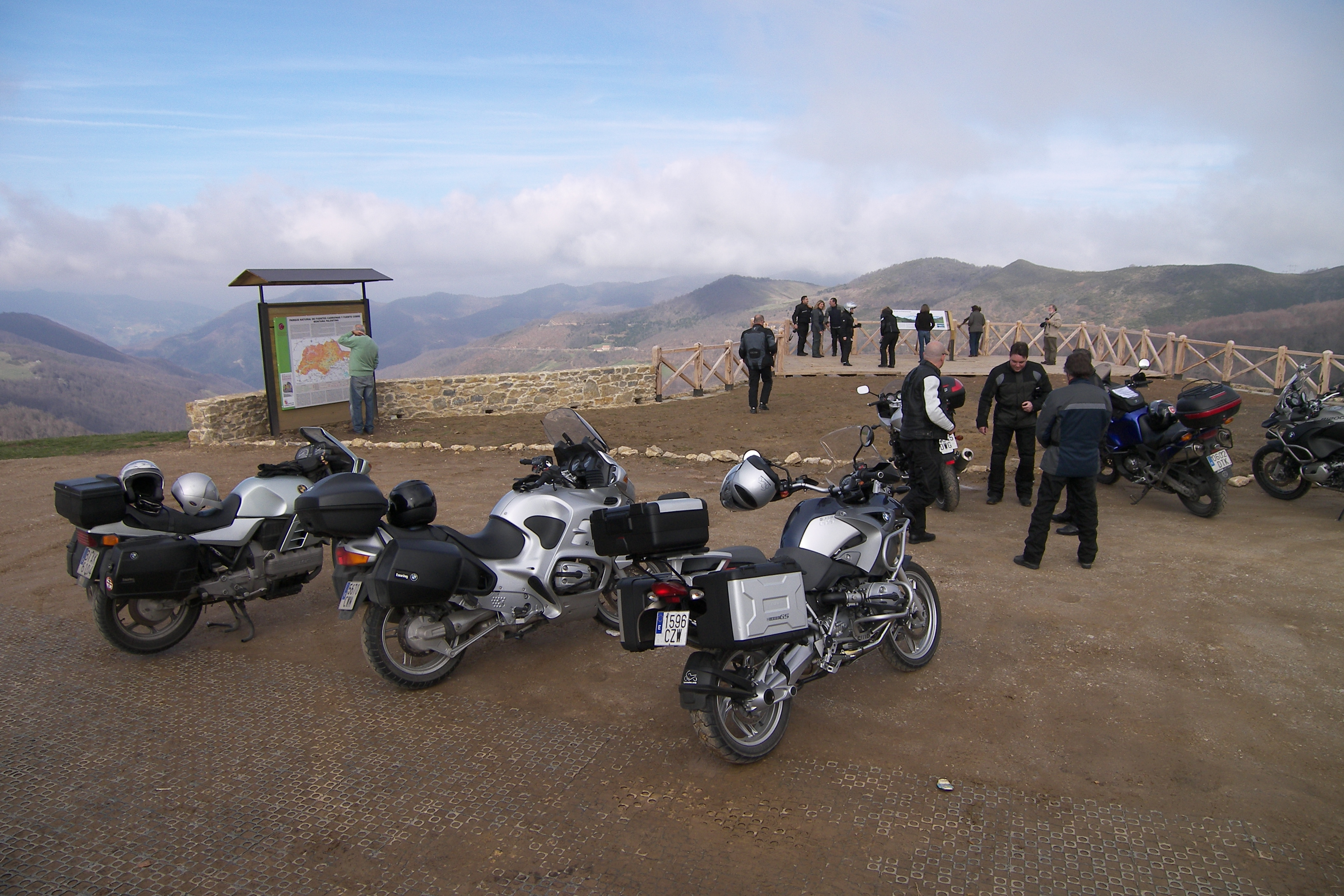
Mirador en el puerto de Piedrasluengas, entre la provincia de Palencia y Cantabria

- Iglesia parroquial, de Santa Ana, en Piedrasluengas, de mampostería. Tiene una nave cubierta con bóveda de cañón y de arista en la cabecera. Espadaña de piedra a los pies. Portada con arco de medio punto al lado de la Epístola. Posee una escultura de la Virgen con el Niño del siglo XVI, en el lado de la Epístola

- Iglesia de San Juan Bautista, en San Juan de Redondo. De piedra, tiene tres tramos cubiertos con bóveda de crucería gótica estrellada. Puerta adintelada fechada en 1618 y decorada con un escudo. Torre de piedra a los pies. En el lado del Evangelio, escultura de la Virgen del Rosario del siglo XVI, una Santa del primer cuarto del siglo XVI y otra Santa del siglo XVII. En el Presbiterio, en una hornacina, Santo Obispo del siglo XVI. Retablo mayor rococó con esculturas de San Pedro y San Pablo del siglo XVIII, Niño Jesús del siglo XVII y San Juan Bautista del primer cuarto del siglo XVI; en el remate, Cristo del siglo XVI. En el lado de la Epístola, una escultura de San Miguel Arcángel, gótica, de principios del siglo XVI y esculturas de San Antón del siglo XVIII. En el coro, Cristo del siglo XVI. En la Sacristía, Cáliz con punzones SANZ, de corte de Valladolid FRZ.

- En Santa María de Redondo, casa con escudo fechada en 1615; frente a la iglesia, otra casa blasonada.

- Iglesia de la Asunción, en Santa María de Redondo de mampostería. Tiene una nave dividida en tres tramos cubiertos con bóveda de cañón y de arista. Espadaña a los pies, de tres cuerpos, con escudos de los Velasco procedentes los dos del convento desaparecido de Franciscanos de Corpus Christi. Puerta dintelada en el lado de la Epístola. En el lado del Evangelio, esculturas de la Virgen con el Niño del siglo XVI, San Antón del siglo XVIII y San Sebastián del siglo XVI. Retablo del siglo XVIII con escultura de la Virgen con el Niño, gótica, de hacia 1500. En el Presbiterio, retablo mayor salomónico de fines del siglo XVII con esculturas de la Asunción del siglo XVIII, San Blas, popular, San Juan Evangelista, San Pedro y Cristo, todas del siglo XVI. En el lado de la Epístola, cristo de fines del siglo XVI.

- Rollo de justicia, en la plaza de San Salvador de Cantamuda. Rollo jurisdiccional del siglo XVI también B.I.C, con escudo del obispo palentino Luis Cabeza de Vaca y dos casas con escudo.

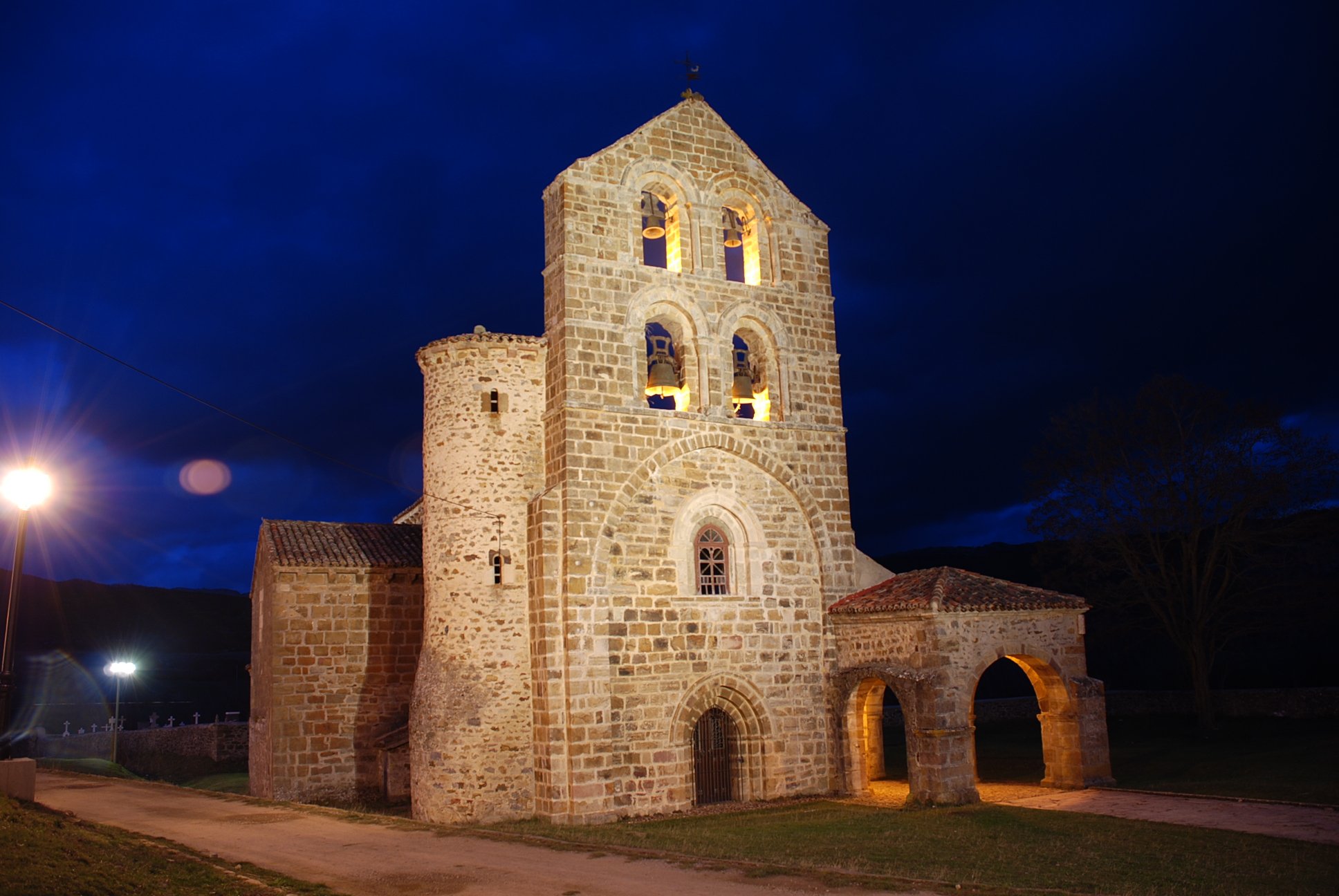
Iglesia de San Salvador en San Salvador de Cantamuda

- Iglesia de San Salvador en San Salvador de Cantamuda, es un edificio modelo del románico montañés del siglo XII, de hacia 1181. Es un monumento histórico-artístico. Fue colegiata de canónigos desde finales del siglo XIII. Tiene una nave con cubierta de cañón, crucero con bóvedas de crucería con nervios muy resaltados y tres ábsides semicirculares, el central con gallones absidales. Puerta en el muro de la Epístola. Espadaña a los pies, de tres cuerpos. Conserva las mesas del altar románicas. En el lado del Evangelio, esculturas de San Bartolomé y San José del siglo XVIII, Cristo del siglo XIV y Virgen con el Niño de hacia 1500. Tabernáculo del siglo XVI de Cristo resucitado, relieve. En el Presbiterio, esculturas de la Virgen con el Niño de mediados del siglo XVI y otra de la misma advocación de fines del siglo XVI. Hay una Lauda funeraria gótica en el Bautisterio.

- Iglesia parroquial de Tremaya. De mampostería, con una nave de tres tramos cubierta con bóveda de cañón y lunetos y presbiterio con bóveda de crucería estrellada. Puerta adintelada en el lado de Epístola. Espadaña a los pies. Posee un retablo del último tercio del siglo XVI con pinturas sobre tabla en el banco de Santa Bárbara y Santa Polonia, Santa Lucía y Santa Catalina, la Magdalena y otra Santa; en el cuerpo principal, Santa Ana, Santa, Virgen con el Niño del siglo XIII y Cristo del siglo XVI. Virgen con el Niño del siglo XVIII.

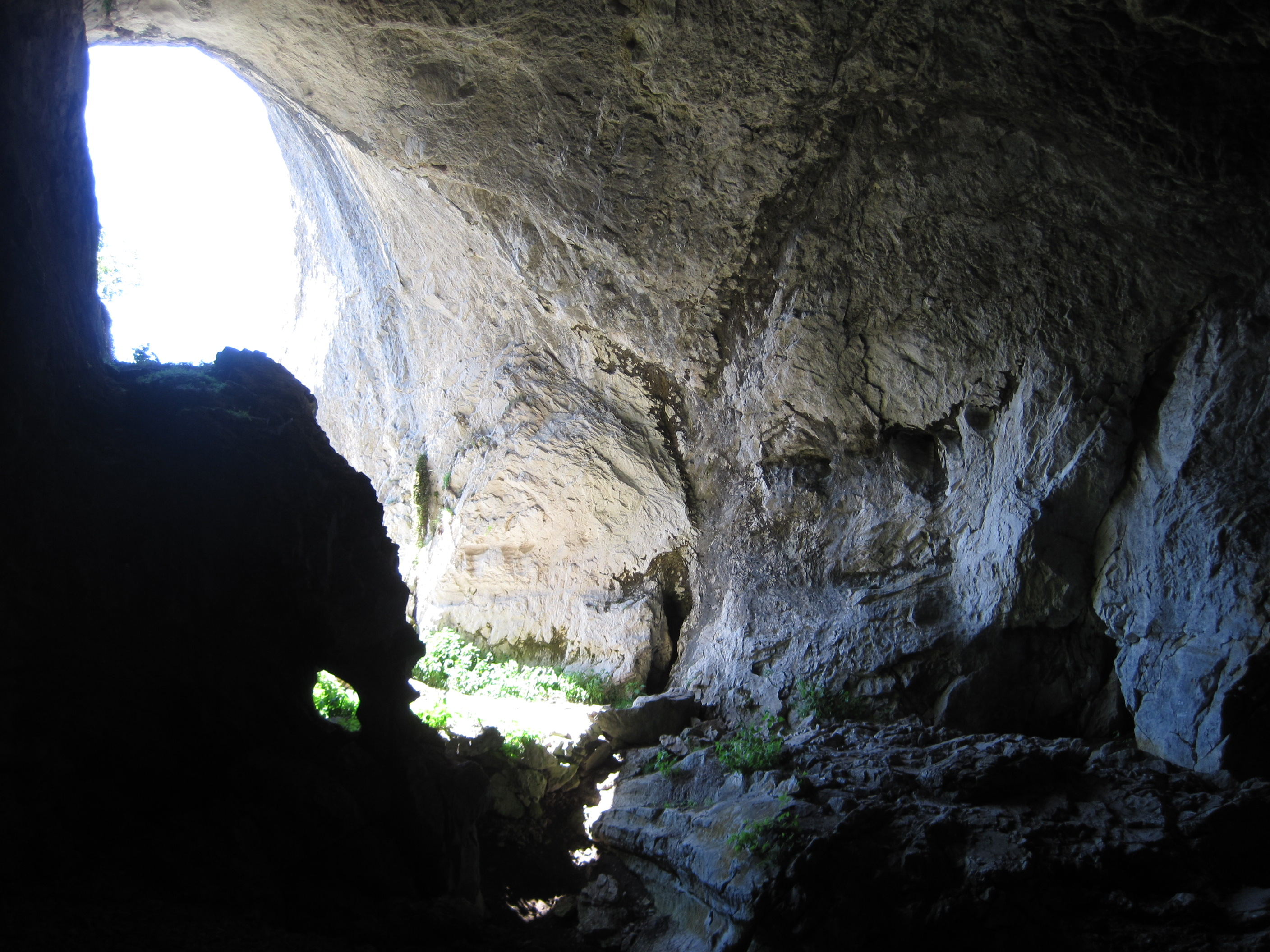
Interior de la cueva del Cobre

- Cueva del Cobre o Fuente Cobre, en el Valle de Redondo, considerado tradicionalmente como el nacimiento del río Pisuerga. Es un bello paraje para visitar.

## Cultura

### Equipamientos sociales
- CEAS Cervera de Pisuerga-La Pernía, localizado en el municipio de Cervera de Pisuerga.

### Fiestas
- Feria del Caballo en San Salvador (16 de octubre).
- Ferias de San Bernardo (20 de agosto)